# 台北市圓通學苑
台北市圓通學苑全名為財團法人台北市圓通學苑，位於台灣台北市大安區潮州街，為供奉釋迦牟尼之佛教廟宇。該廟宇興建於1929年，本為台灣日治時期的曹洞宗南門布教所，由日籍佛僧內田佛海創建主持，後改名為圓通閣。經過多次改建，今已成為佛教五層樓建公寓大樓建築之佛教廟宇。另外，該廟宇的組織型態為財團法人制，祭典日期則是每年農曆之四月初八浴佛節。
白聖長老來台后，曾將已改名為圓通閣的曹洞宗南門布教所再改名為圓通學苑，交給天一尼師主持，作爲專用的女眾道場。